# Edith Barry
Edith Cleaves Barry (1884-1969) fue una escultora, pintora, ilustradora y diseñadora estadounidense nacida en Boston, Massachusetts. Estudió en la Liga de estudiantes de arte de Nueva York en la ciudad de Nueva York y con Frank DuMond y Richard E. Miller. Barry fue la fundadora y se desempeñó como directora del Brick Store Museum en Kennebunk, Maine desde 1936 hasta 1945.
En 1939, durante la Gran Depresión, Barry fue contratada por la Sección de Pintura y Escultura del Departamento del Tesoro de los EE. UU. Para pintar un mural de correos, he Arrival of the First Letter – Kennebunk Post Office from Falmouth – 14 de junio de 1775 en su ciudad natal de Kennebunk, Maine.